# Ахмад ибн Асад
Ахмад ибн Асад (перс. احمد بن اسد‎‎; умер в 864 году) — эмир Ферганы в 819—864 годах и эмир Самарканда с 842 по 864 год. Он был сыном Асад ибн Самана и внуком основателя династии Саман-худата.

## Биография
В 819 году Ахмад ибн Асад получил Фергану от наместника Хорасана Хасана ибн Абада с одобрения халифа Абдуллах аль-Мамуна, за поддержку во время восстания Рафи ибн Лейса. В 842 году после смерти брата Нуха ибн Асада, наместник Хорасана Абдалла, назначил Ахмада ибн Асада и Яхью ибн Асада, совместно править Самаркандом. После смерти Нуха, Ахмад становится главой семьи.
Впоследствии Ахмад ибн Асад значительно ограничил власть своего брата Яхьи, но оставил номинально править Самаркандом до самой его смерти в 855 году. После смерти Яхьи ибн Асада, область Шаш переходит под управление Ахмада. Шаш и Устрашану Ахмад передал в управление своему сыну Якубу. 
В период правления Ахмада государство добилось автономии от Аббасидского халифата и Тахиридов. К концу правления Ахмад владел большей частью Мавераннахра, Бухарой и Хорезмом. В 864 году Ахмад ибн Асад умирает, его сын Наср I становится эмиром Самарканда и Ферганы, а Якуб ибн Ахмад эмиром Чача.

## Захоронение
Ахмад ибн Асад захоронен в Бухаре в мавзолее Саманидов.

## Примечание
1. ↑  САМАНИДЫ • Большая российская энциклопедия - электронная версия. bigenc.ru. Дата обращения: 21 августа 2019. Архивировано 23 октября 2020 года.
2. ↑  К. В. Тревер, А. Ю. Якубовский, М. Э. Воронец. История народов Узбекистана. — 219—220 с.
3. ↑  Frye, R.N. (1975). «The Sāmānids». In Frye, R.N. (ed.). The Cambridge History of Iran, Volume 4: From the Arab Invasion to the Saljuqs. Cambridge: Cambridge University Press. pp. 136—161.
4. ↑  Саманиды Мавераннахра (Константин Рыжов) / Проза.ру. www.proza.ru. Дата обращения: 21 августа 2019. Архивировано 21 августа 2019 года.
5. ↑  Министерство иностранных дел Республики Узбекистан — ОБ Узбекистане. mfa.uz. Дата обращения: 21 августа 2019. Архивировано 14 августа 2020 года.
6. ↑  Н. Н. Негматов. «Государство Саманидов(Мавераннахр и Хорасан в IX—X вв.)». — Душанбе, 1977 год.
7. ↑  Мавзолей Саманидов в Бухаре — подробная информация с фото. wikiway.com. Дата обращения: 21 августа 2019. Архивировано 21 августа 2019 года.